# 1. liga 2002-2003
L'edizione 2002-03 della 1. liga vide la vittoria finale dello Sparta Praga.
Capocannoniere del torneo fu Jiří Kowalík (Synot), con 19 reti.

## Avvenimenti
Lo Sparta Praga diviene capolista solitaria dopo tre giornate. Lo Jablonec rimane imbattuto fino all'ottavo turno quando perde 3-0 a Olomouc. Il campionato è dominato dalle società praghesi: lo Sparta viene inseguito dai rivali dello Slavia che li raggiungono alla diciottesima giornata a quota 39. Alla ventitreesima giornata lo Sparta vince il derby e passa a +7 sui cugini gestendo i punti di vantaggio fino a vincere il torneo con due turni d'anticipo.

## Classifica finale
|     | Classifica         | G  | V  | N  | P  | GF | GS | Pt |
| --- | ------------------ | -- | -- | -- | -- | -- | -- | -- |
| 1.  | Sparta Praga       | 30 | 20 | 5  | 5  | 51 | 17 | 65 |
| 2.  | Slavia Praga       | 30 | 18 | 10 | 2  | 65 | 19 | 64 |
| 3.  | Viktoria Žižkov    | 30 | 14 | 8  | 8  | 38 | 33 | 50 |
| 4.  | Slovan Liberec     | 30 | 14 | 8  | 8  | 43 | 36 | 50 |
| 5.  | Baník Ostrava      | 30 | 13 | 6  | 11 | 41 | 38 | 45 |
| 6.  | Teplice            | 30 | 13 | 6  | 11 | 33 | 32 | 45 |
| 7.  | Tescoma Zlín       | 30 | 11 | 9  | 10 | 34 | 41 | 42 |
| 8.  | Synot              | 30 | 11 | 7  | 12 | 39 | 40 | 40 |
| 9.  | Brno               | 30 | 10 | 9  | 11 | 35 | 31 | 39 |
| 10. | Marila Příbram     | 30 | 9  | 12 | 9  | 34 | 30 | 39 |
| 11. | Sigma Olomouc      | 30 | 8  | 10 | 12 | 29 | 33 | 34 |
| 12. | Jablonec           | 30 | 7  | 13 | 10 | 29 | 39 | 34 |
| 13. | Dyn. Č. Budějovice | 30 | 8  | 6  | 16 | 36 | 54 | 30 |
| 14. | Chmel Blšany       | 30 | 7  | 7  | 16 | 28 | 39 | 28 |
| 15. | Bohemians Praga    | 30 | 5  | 9  | 16 | 34 | 56 | 24 |
| 16. | Hradec Králové     | 30 | 3  | 13 | 14 | 23 | 54 | 22 |

### Verdetti
- Sparta Praga Campione della Repubblica Ceca 2002-03.
- Bohemians Praga e Hradec Králové retrocesse in Druhá liga.

## Statistiche e record

### Classifica marcatori
| Gol |  |  | Giocatore      | Squadra         |
| --- |  |  | -------------- | --------------- |
| 16  |  |  | Jiří Kowalík   | Synot           |
| 14  |  |  | Václav Svěrkoš | Baník Ostrava   |
| 11  |  |  | Aleš Pikl      | Viktoria Žižkov |
| 10  |  |  | Libor Došek    | Zbrojovka Brno  |
| 10  |  |  | Tomáš Došek    | Slavia Praga    |

### Capoliste solitarie
- Dalla 3ª alla 17ª giornata:  Sparta Praga
- Dalla 19ª alla 30ª giornata:  Sparta Praga

### Record
- Maggior numero di vittorie:  Sparta Praga (20)
- Minor numero di sconfitte:  Slavia Praga (2)
- Migliore attacco:  Slavia Praga (65 gol fatti)
- Miglior difesa:  Sparta Praga (17 gol subiti)
- Miglior differenza reti:  Slavia Praga (+46)
- Maggior numero di pareggi:  Jablonec e  Hradec Králové (13)
- Minor numero di pareggi:  Sparta Praga (5)
- Minor numero di vittorie:  Hradec Králové (3)
- Maggior numero di sconfitte:  Dyn. Č. Budějovice,  Chmel Blšany e  Bohemians Praga (16)
- Peggiore attacco:  Hradec Králové (23 gol fatti)
- Peggior difesa:  Bohemians Praga (56 gol subiti)
- Peggior differenza reti:  Hradec Králové (-31)